# Lexus

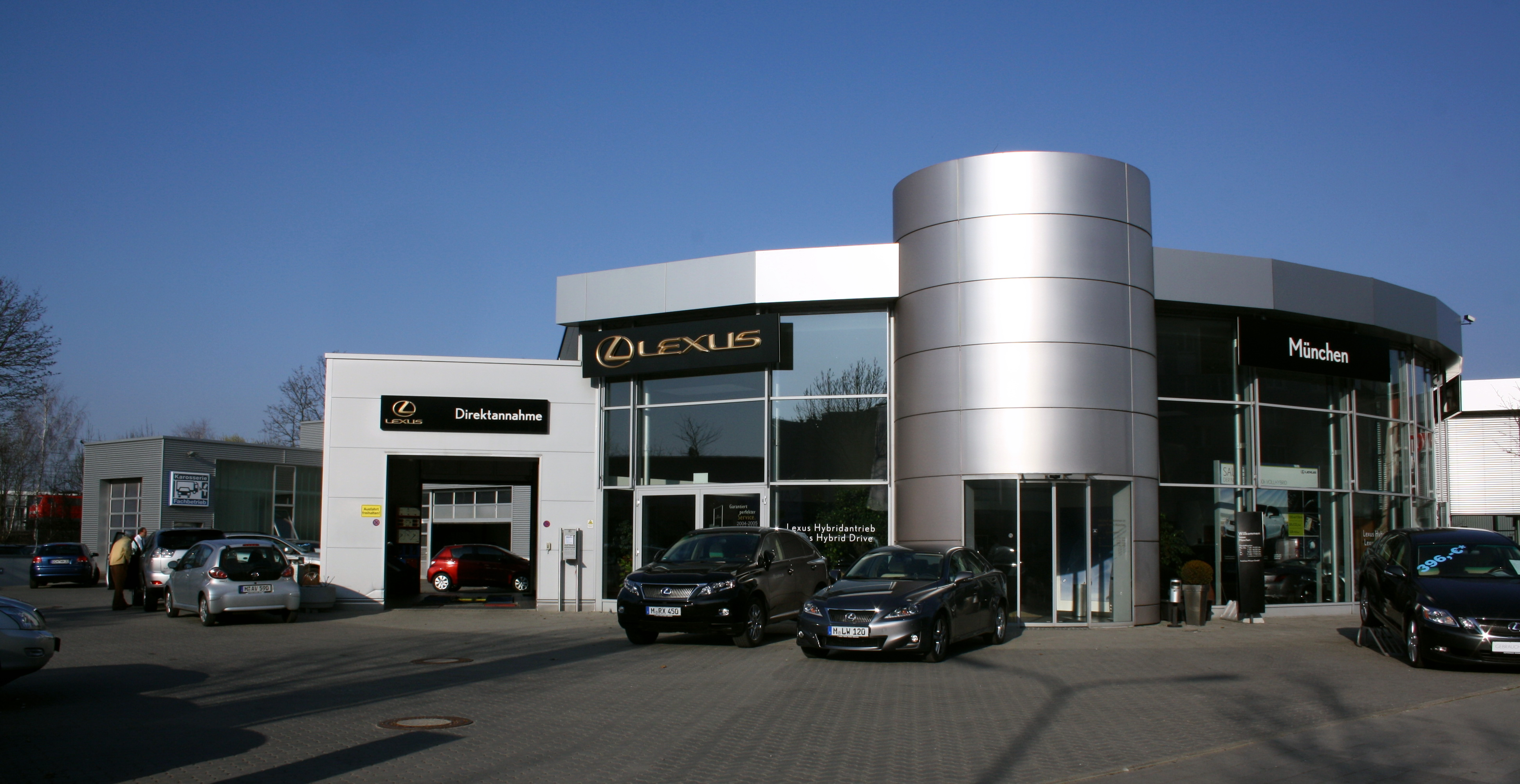
Une des concessions Lexus en Allemagne.

Lexus est un constructeur automobile de luxe, créé en 1989 par le groupe japonais Toyota. C'est la division haut de gamme de Toyota, dont le siège mondial est situé à Aichi, au Japon et possède des quartiers généraux à Bruxelles en Belgique et à Plano au Texas. Les modèles composant la gamme Lexus sont, selon les pays, des modèles issus de la gamme japonaise de Toyota ou des modèles de conception propre à Lexus. L’Europe a toujours eu des modèles conçus par Lexus.
La marque Lexus est vendue en Europe, Océanie, Asie, Afrique, Amérique du Sud et en Amérique du Nord. Au Moyen-Orient, les Saoudiens et les Émiratis préfèrent ce genre de voitures SUV.
Lexus est le premier constructeur haut de gamme à avoir incorporé des versions hybrides dans ses produits. De par leurs performances, consommations, niveau de pollution et agrément, ces modèles coiffent la plupart des modèles de la gamme (RX 450h, GS 450h et LS 600h).
Depuis 2005, Lexus est vendu sur le marché japonais, évinçant progressivement de la gamme Toyota les modèles correspondants (Aristo pour la GS, Celsior pour la LS, Altezza pour l'IS et Soarer pour la SC). En revanche, le SUV RX est resté dans la gamme Toyota sous son appellation d'origine, Harrier, jusqu'à l'arrivée de la troisième génération, en janvier 2009. Les Japonais connaissent donc désormais, eux aussi, le Lexus RX.
En février 2019, Lexus annonce avoir produit dix millions de véhicules en trente années d'existence, dont 1 450 000 hybrides.

## Histoire

### Années 1980: le projet F1

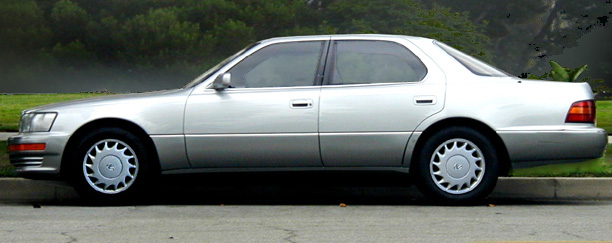
En 1989, sortie de la première berline Lexus, la LS 400.

En 1983, le président de Toyota Eiji Toyoda organisa une réunion secrète avec les dirigeants de la firme pour leur poser cette question simple : « Pouvons-nous créer un véhicule de luxe capable de représenter une alternative aux meilleurs mondiaux ? ». Cette question amena Toyota à commencer un projet top-secret répondant au nom de code F1 : F pour flagship (porte-drapeau) et 1 pour le premier véhicule. On peut également supposer que le nom du projet ait volontairement été choisi pour "berner" l'espionnage industriel, renvoyant directement à un autre secteur automobile sans rapport avec son objectif. Le projet F1 visait à développer une voiture de luxe pour étendre l'offre de Toyota en faisant un premier pas dans le segment premium, offrant aussi bien à la clientèle fidèle qu'à de nouveaux acheteurs, un produit haut de gamme. Le projet F1 suivait la voie ouverte par le succès de la sportive Toyota Supra et de la luxueuse Toyota Cressida. Aussi bien la Supra que la Cressida étaient des propulsions dotées d'un puissant moteur Toyota 7M-GE/7M-GTE. L'opportunité, pour les constructeurs japonais, d'exporter des modèles plus chers, se fit jour dans les années 1980 avec la négociation entre les gouvernements japonais et américain de quotas d'importations/exportations entre les deux pays. En 1986, Honda lance la marque Acura aux États-Unis, confortant ainsi Toyota dans son idée de division de luxe. Vers la même époque, Nissan dévoilait son intention de créer sa propre division de luxe, Infiniti, tandis que Mazda pensait aussi à sa nouvelle marque de luxe, Amati, qui, elle, ne vit en revanche jamais le jour. 
Les chercheurs de Toyota visitèrent les États-Unis en mai 1985 pour effectuer des enquêtes de marché auprès des acheteurs de voitures haut de gamme. Cet été-là, de nombreux designers du projet F1 louèrent une maison à Laguna Beach afin d'observer le style de vie et les goûts des Américains aisés. Les enquêtes de Toyota montrèrent qu'une marque et un réseau de vente distincts étaient nécessaires pour présenter ce nouveau porte-drapeau du luxe automobile japonais.

#### Développement de la marque

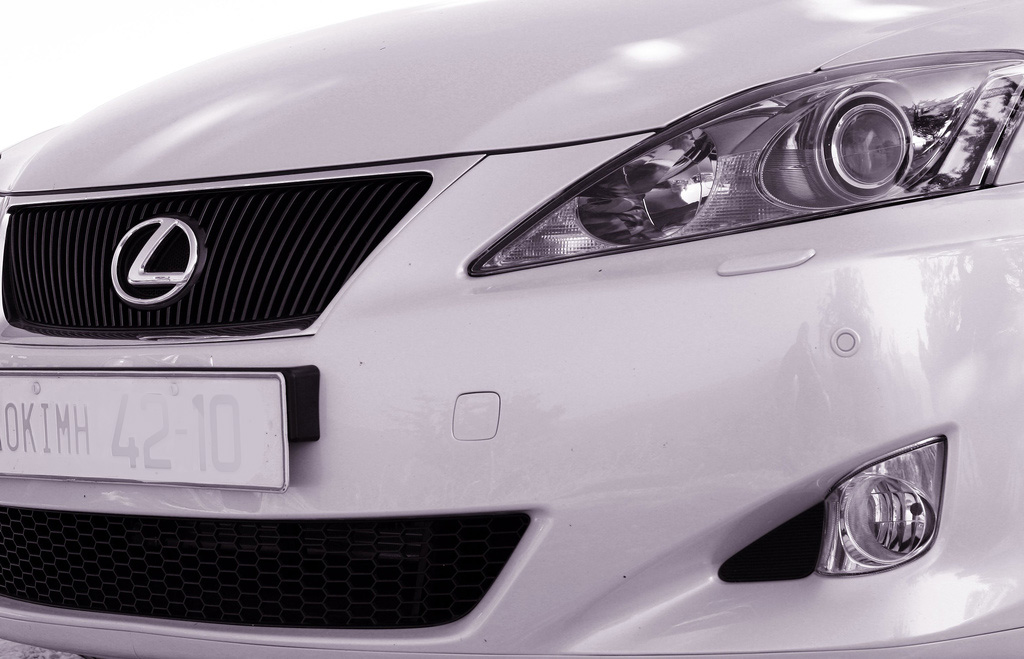
La calandre d'une IS avec vue du logo Lexus.

En 1986, l'agence de publicité traditionnelle de Toyota, Saatchi and Saatchi, forme une unité spéciale, Team One, pour prendre en main le marketing de la nouvelle marque de luxe. L'agence de conseil Lippincott & Margulies est engagée pour développer une liste de 219 noms éventuels ; Vectre, Verone, Chaparel, Calibre, et Alexis sont ceux retenus finalement. Tandis qu'Alexis devenait rapidement le favori, il fut finalement modifié en « Lexus », nom qui associait à la fois l'idée de luxe et d'élégance. Une autre théorie veut que celui-ci soit un acronyme de luxury exports to the U.S. (« exportations de luxe aux États-Unis »). Au regard des interviews du Team One, le nom n'a pas de signification particulière et donne simplement une image de luxe et de technologie.

#### Logo
Le logo choisi pour Lexus est un “L” stylisé dans un ovale, qui, aux dires de Toyota, fut choisi en suivant une formule mathématique précise. Les nom et logo Lexus tels que choisis par le Team One apparurent finalement aux salons automobiles de Chicago, Los Angeles, et New-York en 1988.

#### Lancement
En 1989, après un long processus de développement impliquant 60 designers, 24 équipes de développement, 1 400 ingénieurs, 2 300 techniciens, 220 ouvriers, environ 450 prototypes, et plus d'un milliard de dollars de coûts, le projet F1 était achevé. L'automobile créée, la Lexus LS 400, avait un design unique, qui ne partageait pas beaucoup d'éléments avec les Toyota existantes, et un nouveau V8 de 4 litres.
La LS 400 fit sa première apparition en janvier 1989 au salon automobile de Detroit. En septembre de la même année, les modèles Lexus étaient vendus dans un réseau de 81 concessions à travers les États-Unis. La LS 400 était vendue en parallèle de la moins prestigieuse ES 250, basée sur une Toyota Camry. Le lancement de Lexus fut accompagné d'une campagne publicitaire dans la presse et à la télévision, de plusieurs millions de dollars.
À son lancement, la LS 400 fut appréciée pour son silence, son intérieur ergonomique, ses performances, sa finition, son aérodynamisme et sa faible consommation, bien que critiquée pour son design et sa suspension trop souple. Vendue à 38 000 $ aux États-Unis, elle fut jugée par le magazine américain Car and Driver meilleure que la Mercedes 420 SEL à 63 000 $ et que la BMW 735i à 55 000 $ en matière de performances et de comportement. Les débuts de Lexus furent un choc pour les marques européennes : les marques BMW et Mercedes-Benz enregistrèrent une chute des ventes de respectivement 29 % et 19 % aux États-Unis.

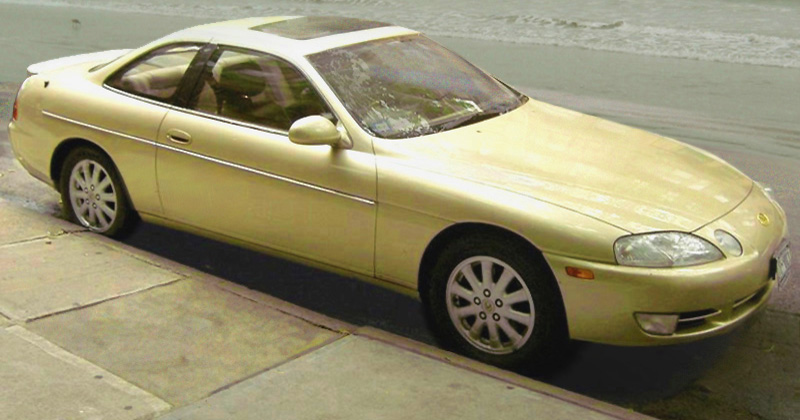
Le coupé SC 400 devint le troisième modèle de Lexus après les berlines LS et ES.

En décembre 1989, Lexus décide d'organiser le rappel de 8000 LS 400, à cause de plaintes de deux usagers au sujet de défauts électroniques. En 20 jours, l'opération permet le remplacement de toutes les pièces affectées sur les modèles ; Lexus envoya gratuitement des techniciens prendre les voitures chez les propriétaires, les réparer et les ramener, ce qui fut loué dans la presse et forgea la réputation de la marque.
À la fin de l'année 1989, 16 392 berlines LS 400 et ES 250 avaient été vendues dans les quatre mois suivant le lancement américain. Même si les ventes avaient commencé à un moindre rythme que prévu, l'objectif de 16 000 ventes fixé pour la marque était atteint.

### Années 1990: croissance et expansion

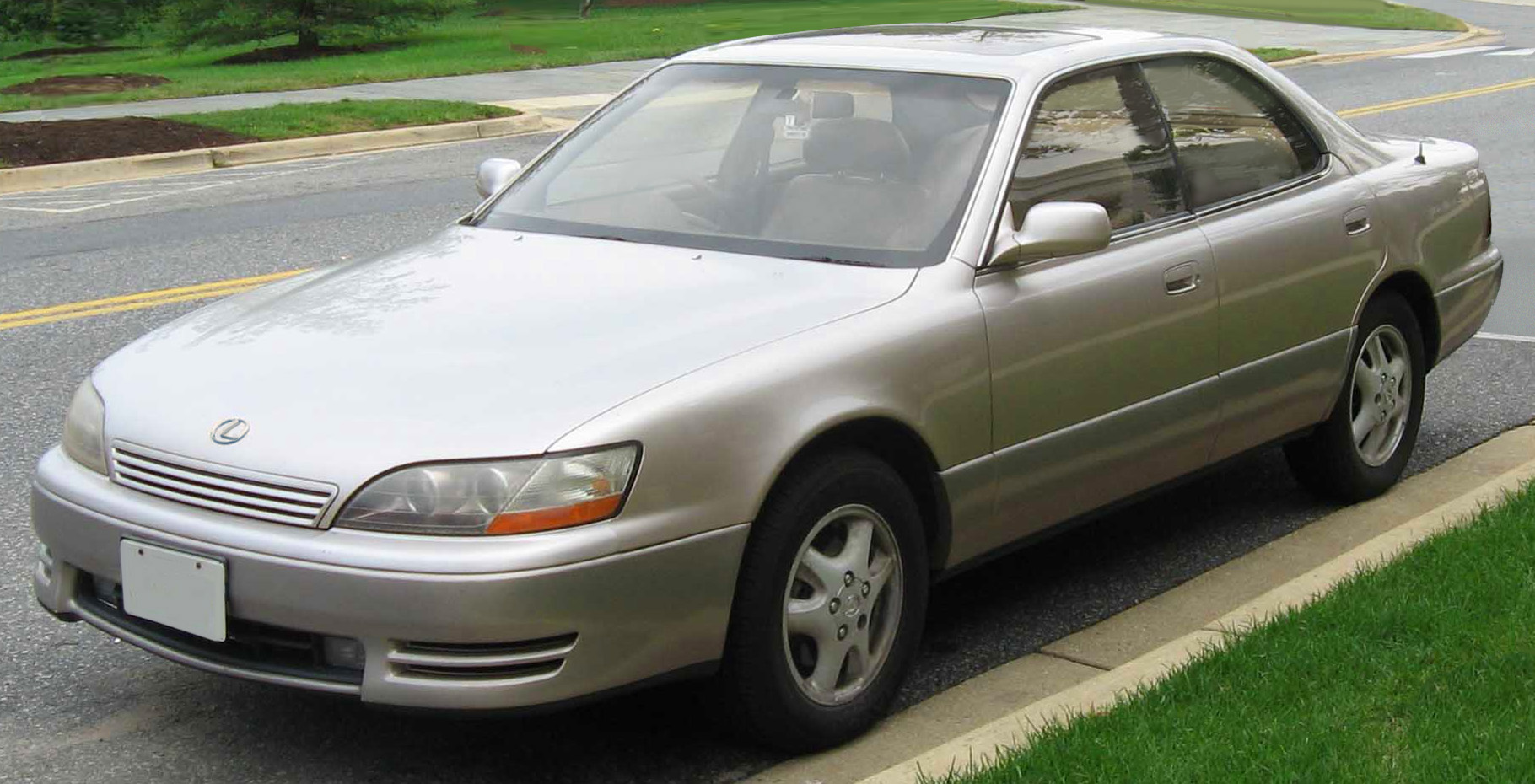
La berline ES 300 apparue en 1991 et fut la Lexus la plus vendue pendant la majorité des années 1990.

En 1990, durant sa première année entière de ventes, Lexus vend 63 594 LS 400 et ES 250 aux États-Unis. Cette année-là, Lexus commence l'export vers le Royaume-Uni, la Suisse, le Canada et l'Australie. En 1991, Lexus lança son premier coupé sportif, la SC 400, qui partageait le V8 de la LS 400. Ceci précéda le remplacement de l'ES 250 par l'ES 300. À la fin de l'année 1991, Lexus était devenu le constructeur de luxe étranger vendant le plus de voitures aux États-Unis, avec 71 206 véhicules. Lexus atteint cette même année la plus haute place du classement effectué par J.D. Power and Associates évaluant la satisfaction des clients. La marque commence alors aussi à augmenter le prix de ses modèles aux États-Unis, en dépassant ceux des véhicules haut de gamme américains, mais toujours en dessous de ceux des marques premium européennes. En 1992, la LS 400 voyait son prix augmenter de 18 % pour atteindre presque 45 000 $.
En 1993, Lexus lance la première automobile de la série GS, basée sur la Toyota Aristo, qui était vendue depuis deux ans au Japon. La berline sportive GS 300 était dans la gamme de prix en dessous de la LS 400 dans l'offre Lexus. En 1994, la marque introduisit la seconde génération de LS 400, un renouveau complet du porte-drapeau de Lexus.

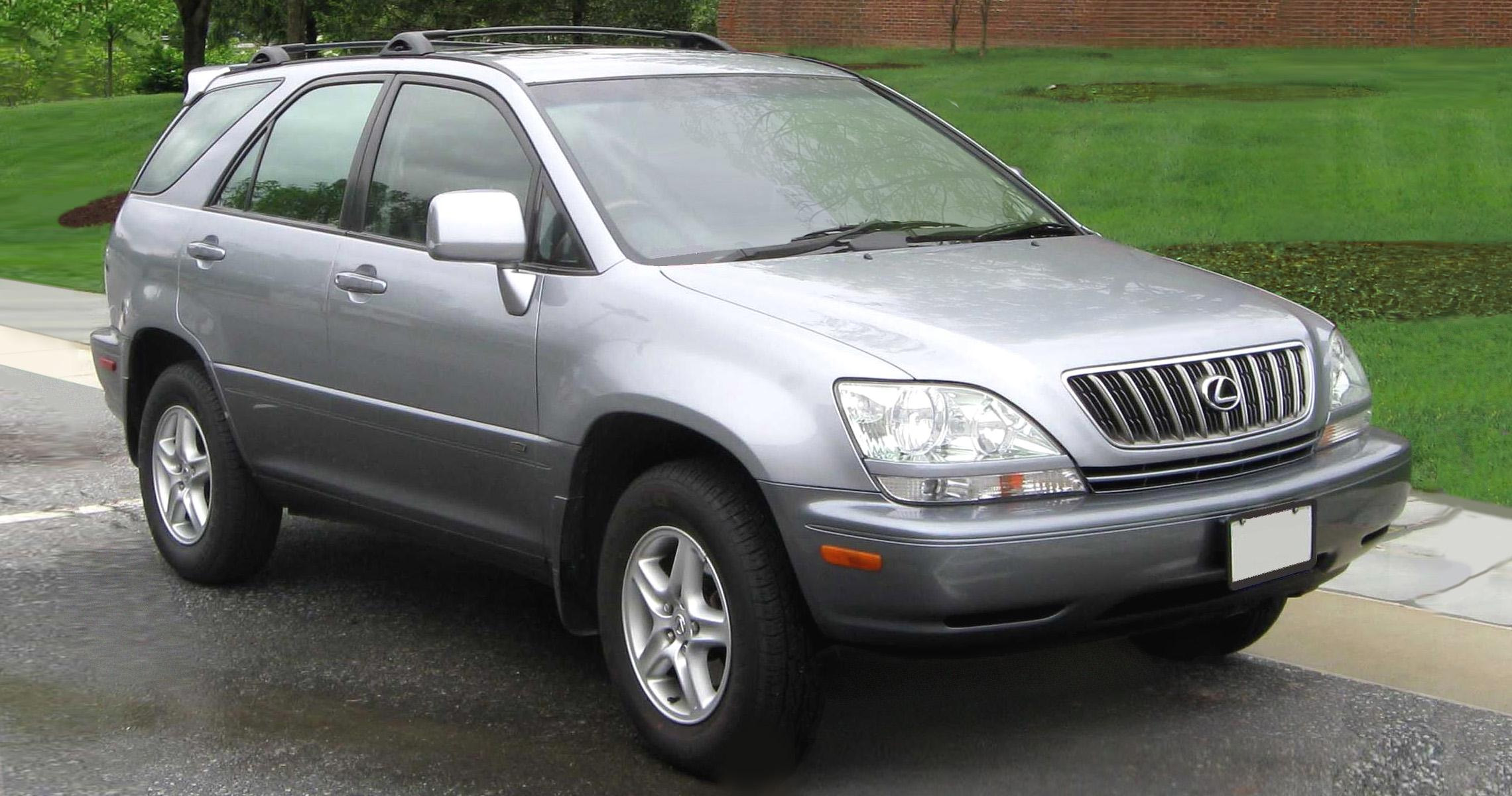
En 1998, sortie du RX 300, premier SUV de Lexus.

En 1996, Lexus lance son premier 4 × 4, le LX 450. En 1998, Lexus ajoute à la gamme son premier SUV de luxe, le RX 300, et les nouvelles berlines GS 300 et GS 400. Le SUV RX visait la clientèle urbaine désirant un 4 × 4 de luxe sans se préoccuper des capacités de franchissement du LX. Ce sera un grand succès ; à la fin de l'année, le RX 300 devient le modèle le plus vendu de la marque, devant la ES 300. En 1999, Lexus enregistre sa millionième vente aux États-Unis, et se place en tête des marques de voitures de luxe dans le pays.

### Années 2000: hybrides et modèles F

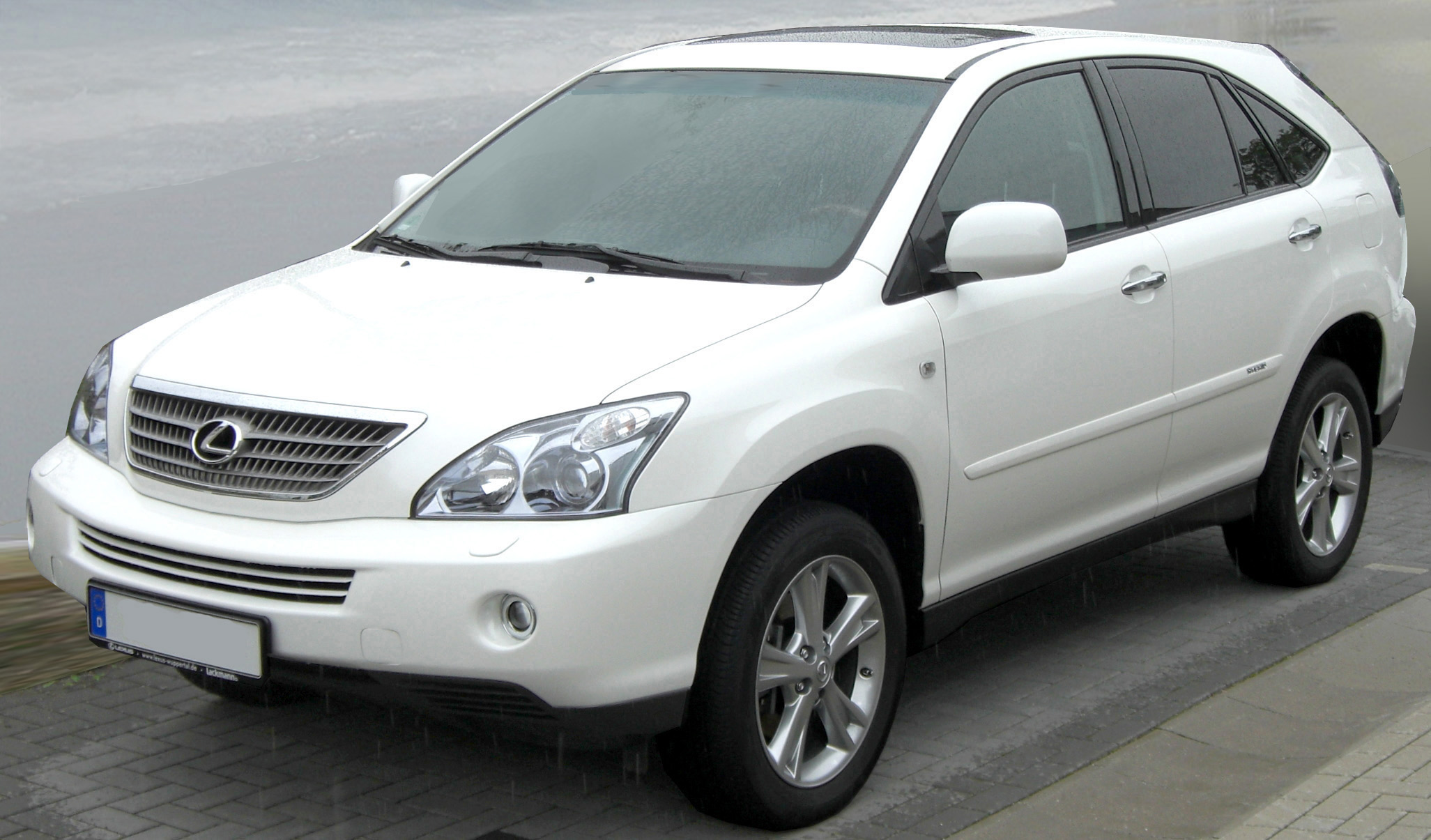
Le RX 400h, la première version hybride du 4x4 Lexus.

En 2000, Lexus commercialise une nouvelle berline d'entrée de gamme, l'IS 300. En 2001, la marque lance son premier cabriolet, la SC 430, ainsi que la troisième génération de LS 430. Le GX 470, SUV de plus petite taille que le LX, sort en 2002, suivi par la deuxième génération de RX 330 en 2003. En 2004, Lexus célèbre la vente de son deux-millionième véhicule aux États-Unis. L'année suivante, Lexus lance le premier SUV hybride de luxe, le RX 400h. Ce modèle utilise un système appelé Lexus Hybrid Drive combinant moteurs à essence et électrique pour augmenter la puissance et diminuer la consommation et les émissions polluantes par rapport à un moteur thermique classique.
En 2005, Lexus voit ses relations avec la maison-mère Toyota modifiées par l'apparition de centres de design, de recherche, d'essais et de fabrication dédiés exclusivement à la marque. Cet effort coïncide avec le lancement de Lexus dans son pays natal, le Japon, ainsi que dans beaucoup d'autres marchés à travers le monde. Les dirigeants visent alors à augmenter les ventes de la marque en dehors de son marché principal, les États-Unis. Les nouvelles générations des berlines IS, GS et LS sont donc dessinées avec en tête la nécessité d'en faire des modèles pour le marché international, et donc susceptibles de plaire à toutes les clientèles. En 2006, Lexus dévoile la GS 450h, une berline motorisée par un V6 hybride, aux côtés de la quatrième génération du navire amiral LS, proposée avec empattement classique ou long, et avec un V8 (LS 460 et LS 460 L) ou une motorisation hybride (LS 600h et LS 600h L). La LS 600h L est au moment de sa commercialisation la berline la plus chère jamais produite au Japon. En 2006, Lexus vend 475 000 voitures dans le monde.

## Lieux de production
- Kokura ( Japon)
- Tahara ( Japon)
- Kanegasaki ( Japon)
- Fukuoka ( Japon)
- Aichi ( Japon)
- Toyota ( Japon)
- Susono ( Japon)
- Kyushu ( Japon)
- Miyawaka ( Japon)
- Kentucky ( États-Unis)
- Cambridge ( Canada)

### Chiffres de ventes
| Année | Ventes mondiales du constructeur Lexus | Ventes mondiales du constructeur Lexus | Ventes mondiales du constructeur Lexus | Ventes mondiales du constructeur Lexus | Ventes mondiales du constructeur Lexus | Ventes mondiales du constructeur Lexus | Ventes mondiales du constructeur Lexus | Ventes mondiales du constructeur Lexus | Ventes mondiales du constructeur Lexus | Ventes mondiales du constructeur Lexus | Ventes mondiales du constructeur Lexus | Ventes mondiales du constructeur Lexus | Ventes mondiales du constructeur Lexus | Ventes mondiales du constructeur Lexus | Ventes mondiales du constructeur Lexus | Ventes mondiales du constructeur Lexus | Ventes mondiales du constructeur Lexus | Ventes mondiales du constructeur Lexus | Ventes mondiales du constructeur Lexus | Ventes mondiales du constructeur Lexus | Ventes mondiales du constructeur Lexus | Ventes mondiales du constructeur Lexus | Ventes mondiales du constructeur Lexus | Ventes mondiales du constructeur Lexus | Ventes mondiales du constructeur Lexus | Ventes mondiales du constructeur Lexus | Ventes mondiales du constructeur Lexus | Ventes mondiales du constructeur Lexus | Ventes mondiales du constructeur Lexus | Ventes mondiales du constructeur Lexus | Ventes mondiales du constructeur Lexus | Ventes mondiales du constructeur Lexus | Ventes mondiales du constructeur Lexus | Ventes mondiales du constructeur Lexus | Ventes mondiales du constructeur Lexus | Ventes mondiales du constructeur Lexus | Ventes mondiales du constructeur Lexus | Ventes mondiales du constructeur Lexus | Ventes mondiales du constructeur Lexus | Ventes mondiales du constructeur Lexus | Ventes mondiales du constructeur Lexus | Ventes mondiales du constructeur Lexus | Ventes mondiales du constructeur Lexus | Ventes mondiales du constructeur Lexus | Ventes mondiales du constructeur Lexus | Ventes mondiales du constructeur Lexus | Ventes mondiales du constructeur Lexus | Ventes mondiales du constructeur Lexus | Ventes mondiales du constructeur Lexus | Ventes mondiales du constructeur Lexus | Ventes mondiales du constructeur Lexus | Ventes mondiales du constructeur Lexus | Ventes mondiales du constructeur Lexus | Ventes mondiales du constructeur Lexus | Ventes mondiales du constructeur Lexus | Ventes mondiales du constructeur Lexus | Ventes mondiales du constructeur Lexus | Ventes mondiales du constructeur Lexus | Ventes mondiales du constructeur Lexus | Ventes mondiales du constructeur Lexus | Ventes mondiales du constructeur Lexus | Ventes mondiales du constructeur Lexus | Ventes mondiales du constructeur Lexus | Ventes mondiales du constructeur Lexus | Ventes mondiales du constructeur Lexus | Ventes mondiales du constructeur Lexus | Ventes mondiales du constructeur Lexus | Ventes mondiales du constructeur Lexus | Ventes mondiales du constructeur Lexus | Ventes mondiales du constructeur Lexus | Ventes mondiales du constructeur Lexus | Ventes mondiales du constructeur Lexus | Ventes mondiales du constructeur Lexus | Ventes mondiales du constructeur Lexus | Ventes mondiales du constructeur Lexus | Ventes mondiales du constructeur Lexus | Ventes mondiales du constructeur Lexus | Ventes mondiales du constructeur Lexus | Ventes mondiales du constructeur Lexus | Ventes mondiales du constructeur Lexus |
| ----- | -------------------------------------- | -------------------------------------- | -------------------------------------- | -------------------------------------- | -------------------------------------- | -------------------------------------- | -------------------------------------- | -------------------------------------- | -------------------------------------- | -------------------------------------- | -------------------------------------- | -------------------------------------- | -------------------------------------- | -------------------------------------- | -------------------------------------- | -------------------------------------- | -------------------------------------- | -------------------------------------- | -------------------------------------- | -------------------------------------- | -------------------------------------- | -------------------------------------- | -------------------------------------- | -------------------------------------- | -------------------------------------- | -------------------------------------- | -------------------------------------- | -------------------------------------- | -------------------------------------- | -------------------------------------- | -------------------------------------- | -------------------------------------- | -------------------------------------- | -------------------------------------- | -------------------------------------- | -------------------------------------- | -------------------------------------- | -------------------------------------- | -------------------------------------- | -------------------------------------- | -------------------------------------- | -------------------------------------- | -------------------------------------- | -------------------------------------- | -------------------------------------- | -------------------------------------- | -------------------------------------- | -------------------------------------- | -------------------------------------- | -------------------------------------- | -------------------------------------- | -------------------------------------- | -------------------------------------- | -------------------------------------- | -------------------------------------- | -------------------------------------- | -------------------------------------- | -------------------------------------- | -------------------------------------- | -------------------------------------- | -------------------------------------- | -------------------------------------- | -------------------------------------- | -------------------------------------- | -------------------------------------- | -------------------------------------- | -------------------------------------- | -------------------------------------- | -------------------------------------- | -------------------------------------- | -------------------------------------- | -------------------------------------- | -------------------------------------- | -------------------------------------- | -------------------------------------- | -------------------------------------- | -------------------------------------- | -------------------------------------- | -------------------------------------- | -------------------------------------- |
| Année |                                        |                                        |                                        |                                        |                                        |                                        |                                        |                                        |                                        |                                        | 300 000                                |                                        |                                        |                                        |                                        |                                        |                                        |                                        |                                        |                                        | 400 000                                |                                        |                                        |                                        |                                        |                                        |                                        |                                        |                                        |                                        | 500 000                                |                                        |                                        |                                        |                                        |                                        |                                        |                                        |                                        |                                        | 600 000                                |                                        |                                        |                                        |                                        |                                        |                                        |                                        |                                        |                                        | 700 000                                |                                        |                                        |                                        |                                        |                                        |                                        |                                        |                                        |                                        | 800 000                                |                                        |                                        |                                        |                                        |                                        |                                        |                                        |                                        |                                        | 900 000                                |                                        |                                        |                                        |                                        |                                        |                                        |                                        |                                        |                                        |
| 2007  | 518 300                                | 518 300                                | 518 300                                | 518 300                                | 518 300                                | 518 300                                | 518 300                                | 518 300                                | 518 300                                | 518 300                                | 518 300                                | 518 300                                | 518 300                                | 518 300                                | 518 300                                | 518 300                                | 518 300                                | 518 300                                | 518 300                                | 518 300                                | 518 300                                | 518 300                                | 518 300                                | 518 300                                | 518 300                                | 518 300                                | 518 300                                | 518 300                                | 518 300                                | 518 300                                | 518 300                                | 518 300                                |                                        |                                        |                                        |                                        |                                        |                                        |                                        |                                        |                                        |                                        |                                        |                                        |                                        |                                        |                                        |                                        |                                        |                                        |                                        |                                        |                                        |                                        |                                        |                                        |                                        |                                        |                                        |                                        |                                        |                                        |                                        |                                        |                                        |                                        |                                        |                                        |                                        |                                        |                                        |                                        |                                        |                                        |                                        |                                        |                                        |                                        |                                        |                                        |
| 2015  | 652 451                                | 652 451                                | 652 451                                | 652 451                                | 652 451                                | 652 451                                | 652 451                                | 652 451                                | 652 451                                | 652 451                                | 652 451                                | 652 451                                | 652 451                                | 652 451                                | 652 451                                | 652 451                                | 652 451                                | 652 451                                | 652 451                                | 652 451                                | 652 451                                | 652 451                                | 652 451                                | 652 451                                | 652 451                                | 652 451                                | 652 451                                | 652 451                                | 652 451                                | 652 451                                | 652 451                                | 652 451                                | 652 451                                | 652 451                                | 652 451                                | 652 451                                | 652 451                                | 652 451                                | 652 451                                | 652 451                                | 652 451                                | 652 451                                | 652 451                                | 652 451                                | 652 451                                | 652 451                                |                                        |                                        |                                        |                                        |                                        |                                        |                                        |                                        |                                        |                                        |                                        |                                        |                                        |                                        |                                        |                                        |                                        |                                        |                                        |                                        |                                        |                                        |                                        |                                        |                                        |                                        |                                        |                                        |                                        |                                        |                                        |                                        |                                        |                                        |
| 2016  | 677 615                                | 677 615                                | 677 615                                | 677 615                                | 677 615                                | 677 615                                | 677 615                                | 677 615                                | 677 615                                | 677 615                                | 677 615                                | 677 615                                | 677 615                                | 677 615                                | 677 615                                | 677 615                                | 677 615                                | 677 615                                | 677 615                                | 677 615                                | 677 615                                | 677 615                                | 677 615                                | 677 615                                | 677 615                                | 677 615                                | 677 615                                | 677 615                                | 677 615                                | 677 615                                | 677 615                                | 677 615                                | 677 615                                | 677 615                                | 677 615                                | 677 615                                | 677 615                                | 677 615                                | 677 615                                | 677 615                                | 677 615                                | 677 615                                | 677 615                                | 677 615                                | 677 615                                | 677 615                                | 677 615                                | 677 615                                |                                        |                                        |                                        |                                        |                                        |                                        |                                        |                                        |                                        |                                        |                                        |                                        |                                        |                                        |                                        |                                        |                                        |                                        |                                        |                                        |                                        |                                        |                                        |                                        |                                        |                                        |                                        |                                        |                                        |                                        |                                        |                                        |
| 2018  | 698 330                                | 698 330                                | 698 330                                | 698 330                                | 698 330                                | 698 330                                | 698 330                                | 698 330                                | 698 330                                | 698 330                                | 698 330                                | 698 330                                | 698 330                                | 698 330                                | 698 330                                | 698 330                                | 698 330                                | 698 330                                | 698 330                                | 698 330                                | 698 330                                | 698 330                                | 698 330                                | 698 330                                | 698 330                                | 698 330                                | 698 330                                | 698 330                                | 698 330                                | 698 330                                | 698 330                                | 698 330                                | 698 330                                | 698 330                                | 698 330                                | 698 330                                | 698 330                                | 698 330                                | 698 330                                | 698 330                                | 698 330                                | 698 330                                | 698 330                                | 698 330                                | 698 330                                | 698 330                                | 698 330                                | 698 330                                | 698 330                                | 698 330                                |                                        |                                        |                                        |                                        |                                        |                                        |                                        |                                        |                                        |                                        |                                        |                                        |                                        |                                        |                                        |                                        |                                        |                                        |                                        |                                        |                                        |                                        |                                        |                                        |                                        |                                        |                                        |                                        |                                        |                                        |
| 2019  | 765 330                                | 765 330                                | 765 330                                | 765 330                                | 765 330                                | 765 330                                | 765 330                                | 765 330                                | 765 330                                | 765 330                                | 765 330                                | 765 330                                | 765 330                                | 765 330                                | 765 330                                | 765 330                                | 765 330                                | 765 330                                | 765 330                                | 765 330                                | 765 330                                | 765 330                                | 765 330                                | 765 330                                | 765 330                                | 765 330                                | 765 330                                | 765 330                                | 765 330                                | 765 330                                | 765 330                                | 765 330                                | 765 330                                | 765 330                                | 765 330                                | 765 330                                | 765 330                                | 765 330                                | 765 330                                | 765 330                                | 765 330                                | 765 330                                | 765 330                                | 765 330                                | 765 330                                | 765 330                                | 765 330                                | 765 330                                | 765 330                                | 765 330                                | 765 330                                | 765 330                                | 765 330                                | 765 330                                | 765 330                                | 765 330                                | 765 330                                |                                        |                                        |                                        |                                        |                                        |                                        |                                        |                                        |                                        |                                        |                                        |                                        |                                        |                                        |                                        |                                        |                                        |                                        |                                        |                                        |                                        |                                        |                                        |
| 2020  | 718 715                                | 718 715                                | 718 715                                | 718 715                                | 718 715                                | 718 715                                | 718 715                                | 718 715                                | 718 715                                | 718 715                                | 718 715                                | 718 715                                | 718 715                                | 718 715                                | 718 715                                | 718 715                                | 718 715                                | 718 715                                | 718 715                                | 718 715                                | 718 715                                | 718 715                                | 718 715                                | 718 715                                | 718 715                                | 718 715                                | 718 715                                | 718 715                                | 718 715                                | 718 715                                | 718 715                                | 718 715                                | 718 715                                | 718 715                                | 718 715                                | 718 715                                | 718 715                                | 718 715                                | 718 715                                | 718 715                                | 718 715                                | 718 715                                | 718 715                                | 718 715                                | 718 715                                | 718 715                                | 718 715                                | 718 715                                | 718 715                                | 718 715                                | 718 715                                | 718 715                                |                                        |                                        |                                        |                                        |                                        |                                        |                                        |                                        |                                        |                                        |                                        |                                        |                                        |                                        |                                        |                                        |                                        |                                        |                                        |                                        |                                        |                                        |                                        |                                        |                                        |                                        |                                        |                                        |
| 2021  | 760 012                                | 760 012                                | 760 012                                | 760 012                                | 760 012                                | 760 012                                | 760 012                                | 760 012                                | 760 012                                | 760 012                                | 760 012                                | 760 012                                | 760 012                                | 760 012                                | 760 012                                | 760 012                                | 760 012                                | 760 012                                | 760 012                                | 760 012                                | 760 012                                | 760 012                                | 760 012                                | 760 012                                | 760 012                                | 760 012                                | 760 012                                | 760 012                                | 760 012                                | 760 012                                | 760 012                                | 760 012                                | 760 012                                | 760 012                                | 760 012                                | 760 012                                | 760 012                                | 760 012                                | 760 012                                | 760 012                                | 760 012                                | 760 012                                | 760 012                                | 760 012                                | 760 012                                | 760 012                                | 760 012                                | 760 012                                | 760 012                                | 760 012                                | 760 012                                | 760 012                                | 760 012                                | 760 012                                | 760 012                                | 760 012                                | 760 012                                |                                        |                                        |                                        |                                        |                                        |                                        |                                        |                                        |                                        |                                        |                                        |                                        |                                        |                                        |                                        |                                        |                                        |                                        |                                        |                                        |                                        |                                        |                                        |
| 2022  | 625 365                                | 625 365                                | 625 365                                | 625 365                                | 625 365                                | 625 365                                | 625 365                                | 625 365                                | 625 365                                | 625 365                                | 625 365                                | 625 365                                | 625 365                                | 625 365                                | 625 365                                | 625 365                                | 625 365                                | 625 365                                | 625 365                                | 625 365                                | 625 365                                | 625 365                                | 625 365                                | 625 365                                | 625 365                                | 625 365                                | 625 365                                | 625 365                                | 625 365                                | 625 365                                | 625 365                                | 625 365                                | 625 365                                | 625 365                                | 625 365                                | 625 365                                | 625 365                                | 625 365                                | 625 365                                | 625 365                                | 625 365                                | 625 365                                | 625 365                                |                                        |                                        |                                        |                                        |                                        |                                        |                                        |                                        |                                        |                                        |                                        |                                        |                                        |                                        |                                        |                                        |                                        |                                        |                                        |                                        |                                        |                                        |                                        |                                        |                                        |                                        |                                        |                                        |                                        |                                        |                                        |                                        |                                        |                                        |                                        |                                        |                                        |
| 2023  | 824 258                                | 824 258                                | 824 258                                | 824 258                                | 824 258                                | 824 258                                | 824 258                                | 824 258                                | 824 258                                | 824 258                                | 824 258                                | 824 258                                | 824 258                                | 824 258                                | 824 258                                | 824 258                                | 824 258                                | 824 258                                | 824 258                                | 824 258                                | 824 258                                | 824 258                                | 824 258                                | 824 258                                | 824 258                                | 824 258                                | 824 258                                | 824 258                                | 824 258                                | 824 258                                | 824 258                                | 824 258                                | 824 258                                | 824 258                                | 824 258                                | 824 258                                | 824 258                                | 824 258                                | 824 258                                | 824 258                                | 824 258                                | 824 258                                | 824 258                                | 824 258                                | 824 258                                | 824 258                                | 824 258                                | 824 258                                | 824 258                                | 824 258                                | 824 258                                | 824 258                                | 824 258                                | 824 258                                | 824 258                                | 824 258                                | 824 258                                | 824 258                                | 824 258                                | 824 258                                | 824 258                                | 824 258                                | 824 258                                |                                        |                                        |                                        |                                        |                                        |                                        |                                        |                                        |                                        |                                        |                                        |                                        |                                        |                                        |                                        |                                        |                                        |

## Export
- 2005 : Arrivée officielle au Japon. Alors que la plupart des Lexus sont produites sur place, la marque n'y était pas vendue jusqu'alors. Les modèles étaient rebadgés Toyota.
- 2013 : Arrivée officielle en Argentine (en mars précisément).
- 2016 : Arrivée officielle en Inde

## Modèles

### Ancien modèle
- SC : coupé puis coupé-cabriolet, deux générations entre 1991 et 2009.

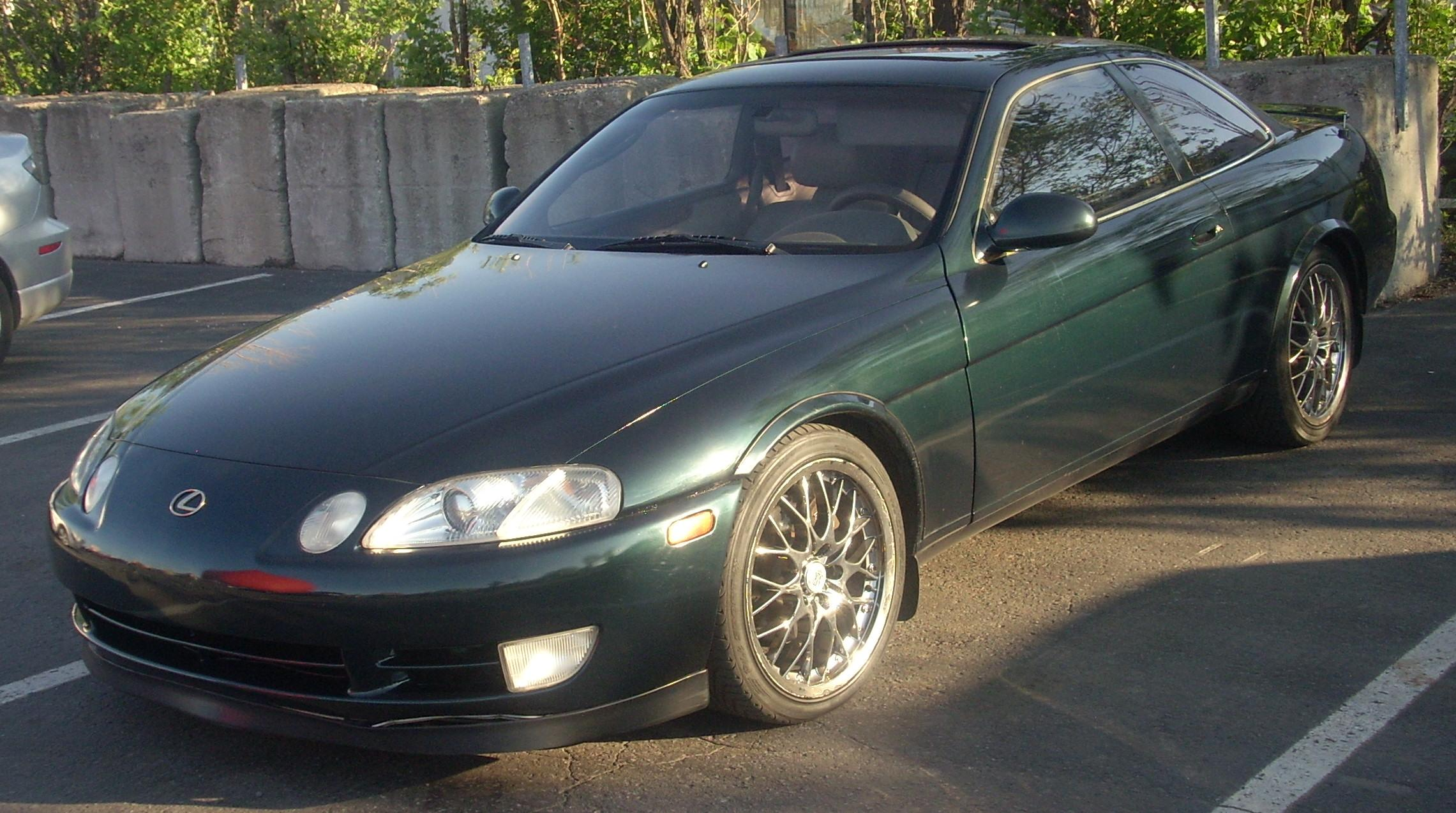
SC 1re génération.
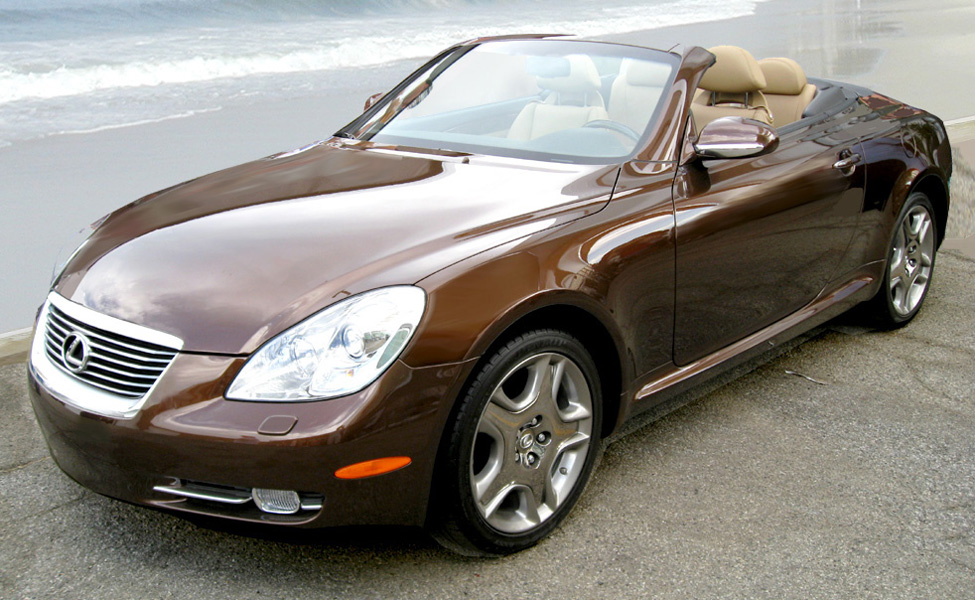
SC 2e génération.

### Modèles actuels
- CT : berline 5 portes apparue en 2010. Première compacte et première traction de Lexus vendue en Europe. Elle est exclusivement proposée avec une motorisation hybride (système Full Hybrid : LSD / HSD).
- IS : berline et break (1re génération seulement). Quatre générations depuis 1998. Existe en version sport IS-F et en CC depuis 2009.
- HS : premier modèle Lexus uniquement disponible en hybride. Apparu en 2009, destiné à l'Amérique du Nord et au Japon.
- ES : berline, dérivée des Toyota Camry. Cinq générations depuis 1989.
- GS : berline, quatre générations de 1991 à 2020. Version hybride depuis 2006.
- LS : berline, quatre générations depuis 1989. Version hybride et longue depuis 2007.
- NX : SUV compact apparu en 2014. 2ème génération depuis 2022 disponible en hybride rechargeable
- GX : SUV, clone luxueux d'un Toyota Land Cruiser, lancé en 2002, deuxième génération fin 2009.
- LX : SUV, vendu en Europe sous le nom de Toyota Land Cruiser SW. Trois générations depuis 1996.
- RX : SUV, trois générations depuis 1998. Version hybride depuis 2005.
- LFA : coupé sportif, vendue de 2010 à 2012.
- RC : coupé à partir de 2014.
- RZ : SUV électrique à partir de 2022.
- LC : coupé sportif à partir de 2017.
- UX : crossover compact à partir de 2018.
- LM : van à partir de 2020
- LBX : crossover urbain hybride à partir de 2024.

### Concept cars
- Lexus NF-NX Concept
- Lexus LF-CC
- Lexus LF-LC : présenté au Salon de Détroit 2012
- Lexus LF-GH
- Lexus LF-C2 : présenté au Salon de l'automobile de Los Angeles 2014[11]; un avant goût du cabriolet RC.
- Lexus LF-SA : présenté au Salon de Genève 2015.
- Lexus LF-FC  : présenté au Salon de Genève 2016[12].
- Lexus UX : présenté au Mondial de l'automobile de Paris 2016[13].
- Lexus LF-1 Limitless : présenté au Salon de Genève 2018.
- Lexus LC Cabriolet concept : présenté au Salon de Genève 2019.
- Lexus LF-30 Electrified : présenté au Salon de l'automobile de Tokyo 2019.
- Lexus LF-Z Electrified : présenté le 30 mars 2021.
- Lexus ROV (Recreational Off-highway Vehicle), présenté le 8 décembre 2021[14].
- Lexus Electrified Sedan Concept (2022)[15].
- Lexus Electrified Sport (2022)[16], présenté lors du « Forum Kenshiki » à Bruxelles le 5 décembre 2022[17].
- Lexus RZ Sport Concept[18]
- Lexus LF-ZC, présenté au Japan Mobility Show 2023[19]
- Lexus LF-ZL, présenté au Japan Mobility Show 2023[19]

## Anecdotes
- En 1987, le PDG de Toyota en avait assez de devoir se déplacer à l'étranger dans de grosses berlines qui n'étaient pas des Toyota. Rentré au Japon, il a donné carte blanche à ses ingénieurs et la première berline Lexus, la LS, est sortie aux États-Unis.[source insuffisante]

Dans le célèbre jeu vidéo « Street Fighters 2 », les combattants ont l’occasion de détruire une voiture de la marque « Lexus » dans une partie bonus.

## Galerie de photos

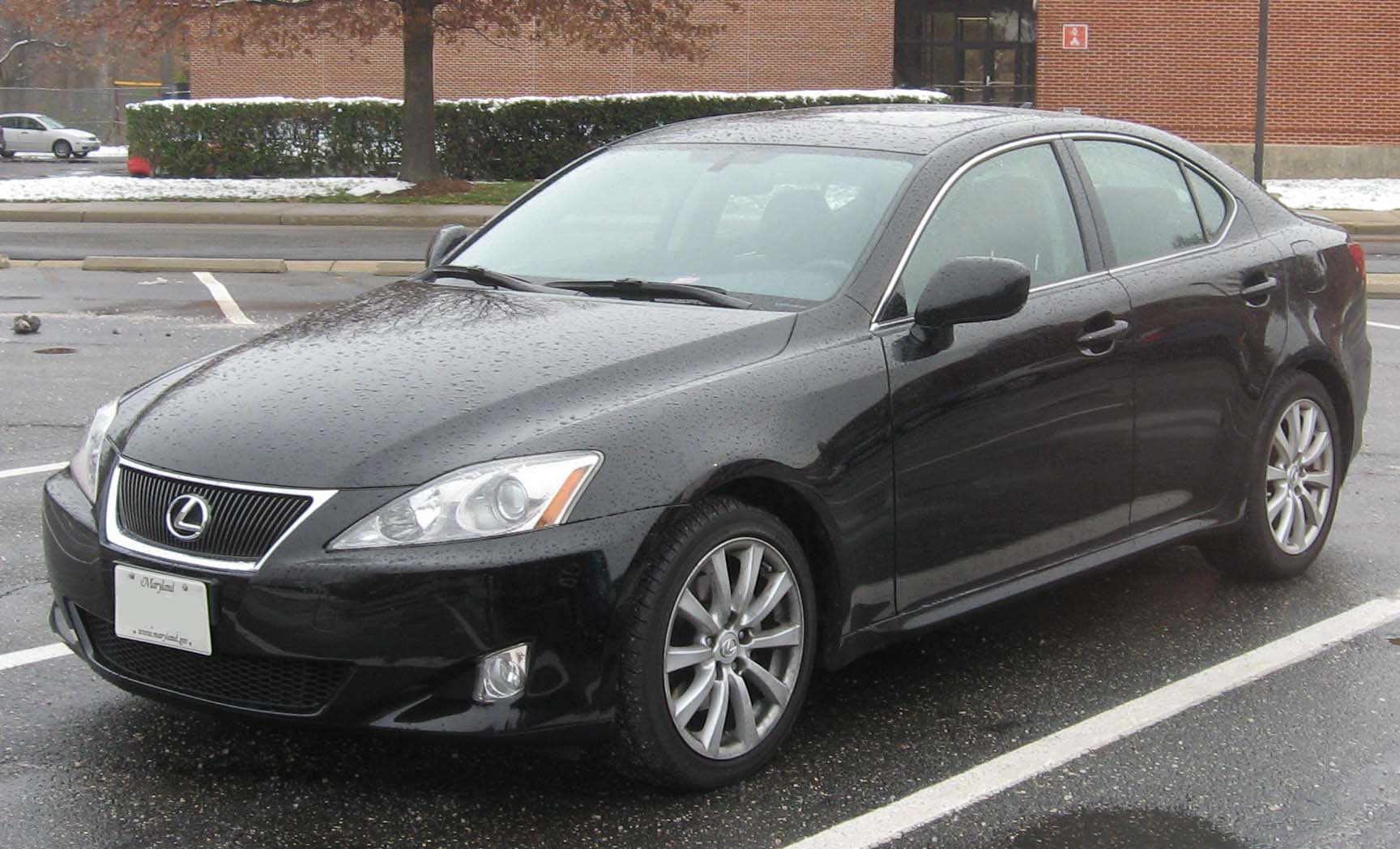
IS 2e génération.
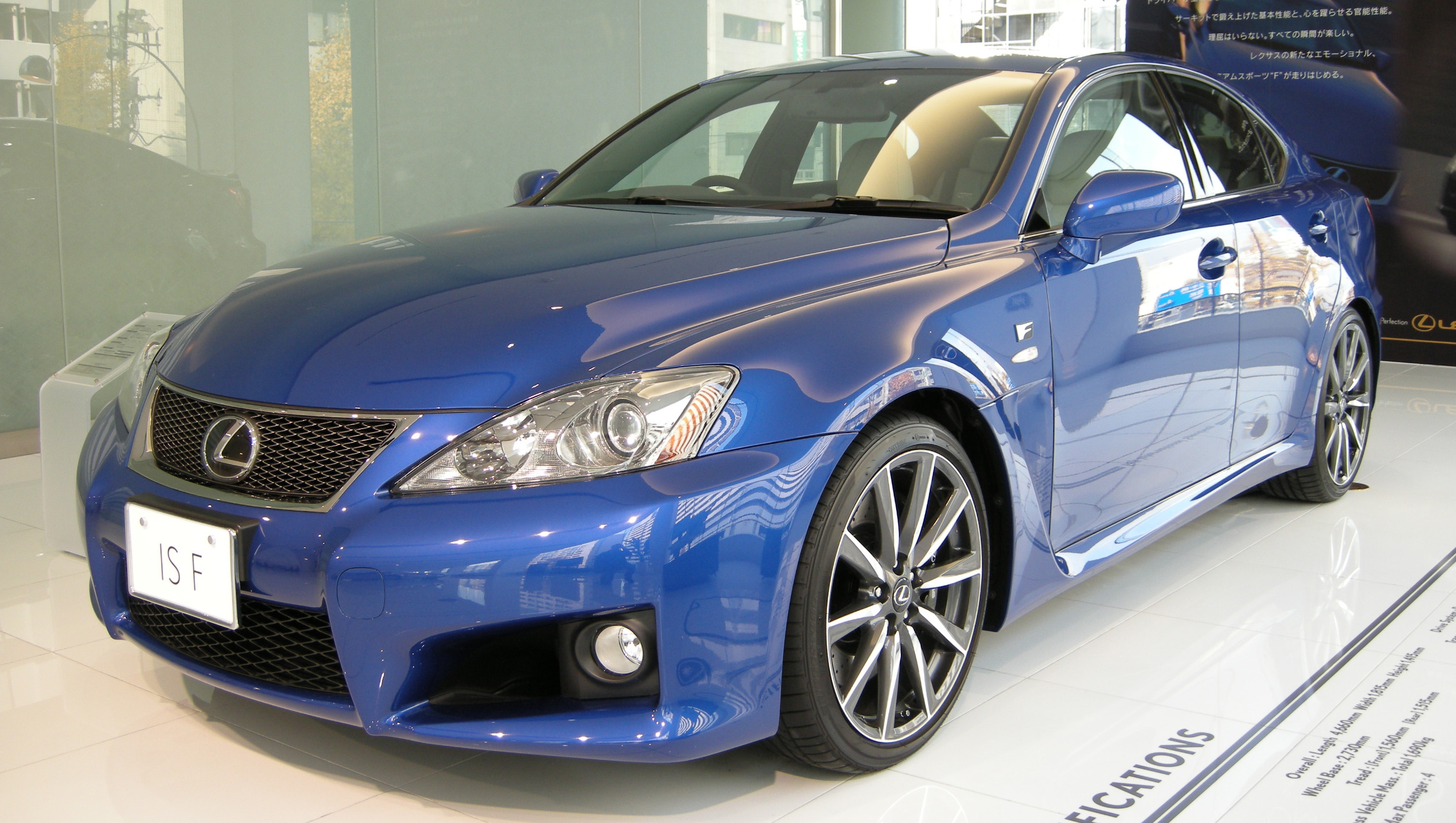
IS-F.
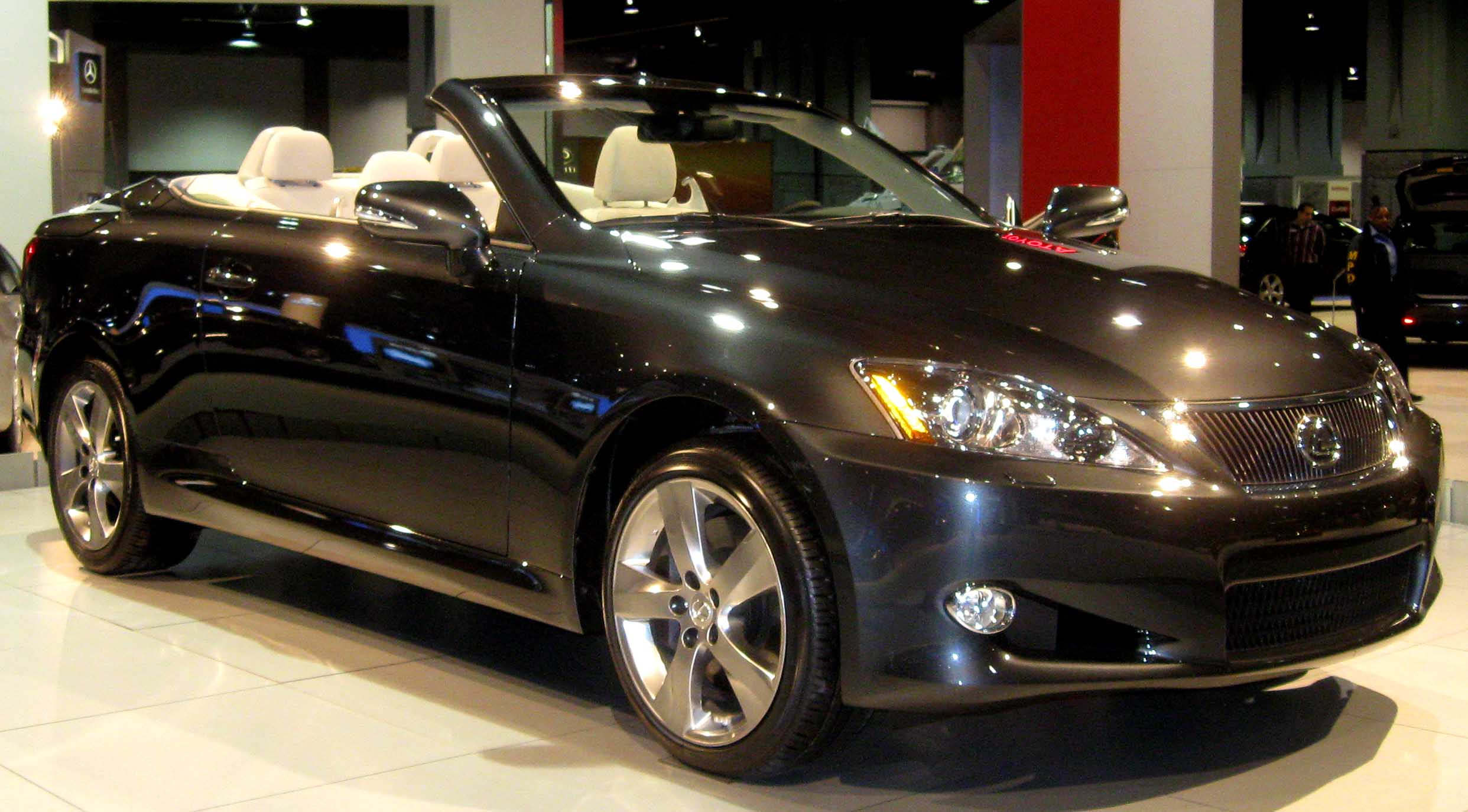
IS Cabriolet.
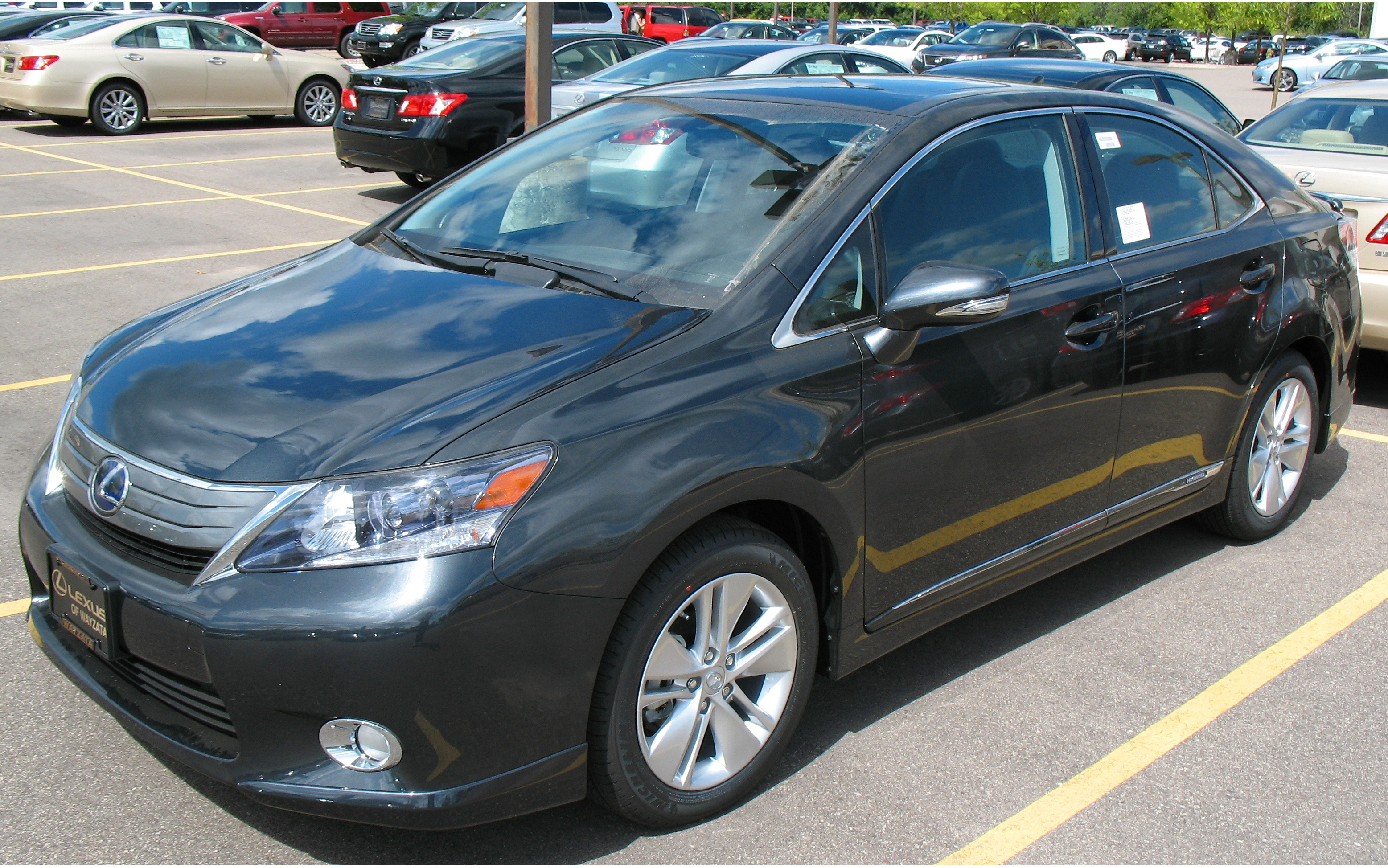
HS.
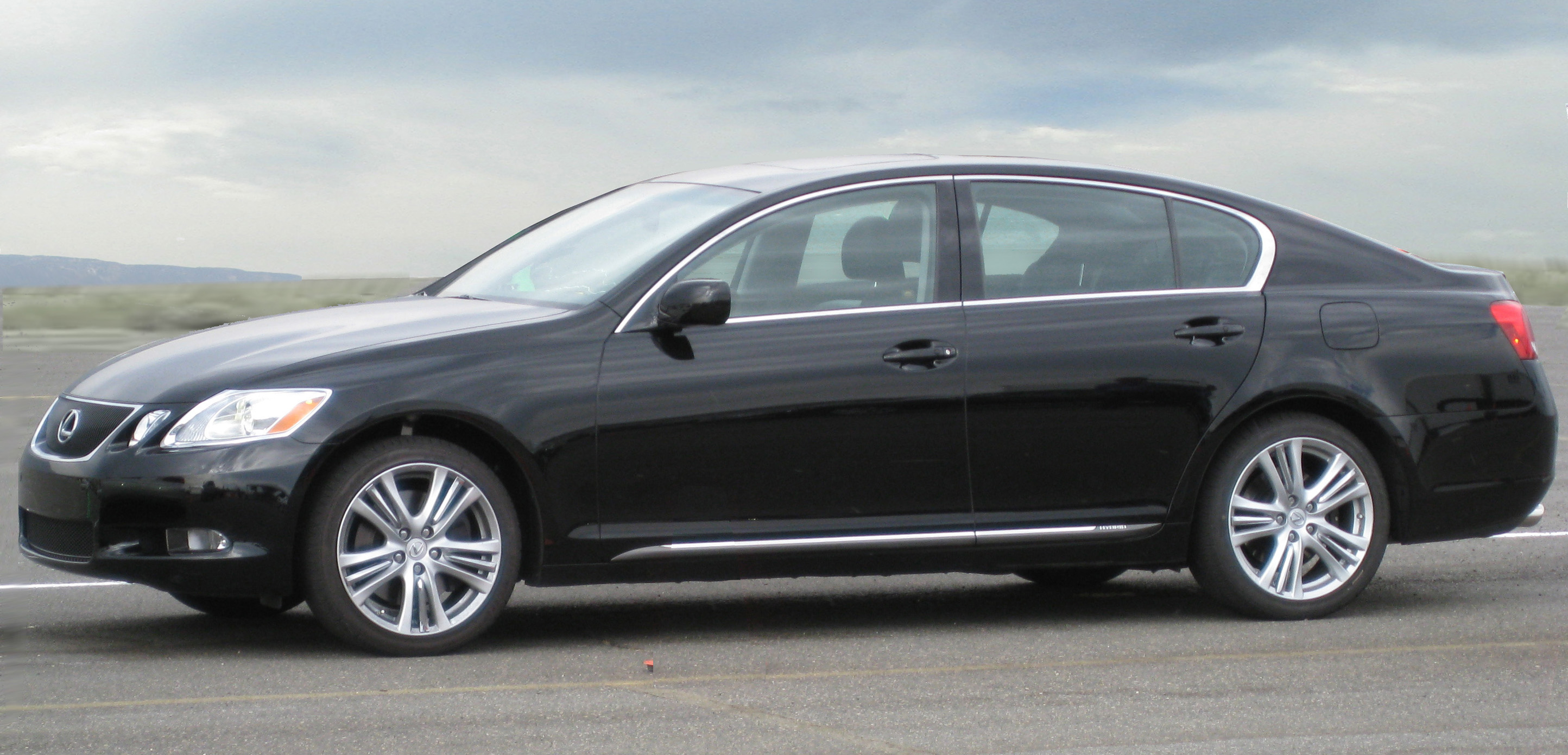
GS 3e génération (ici la 450h).
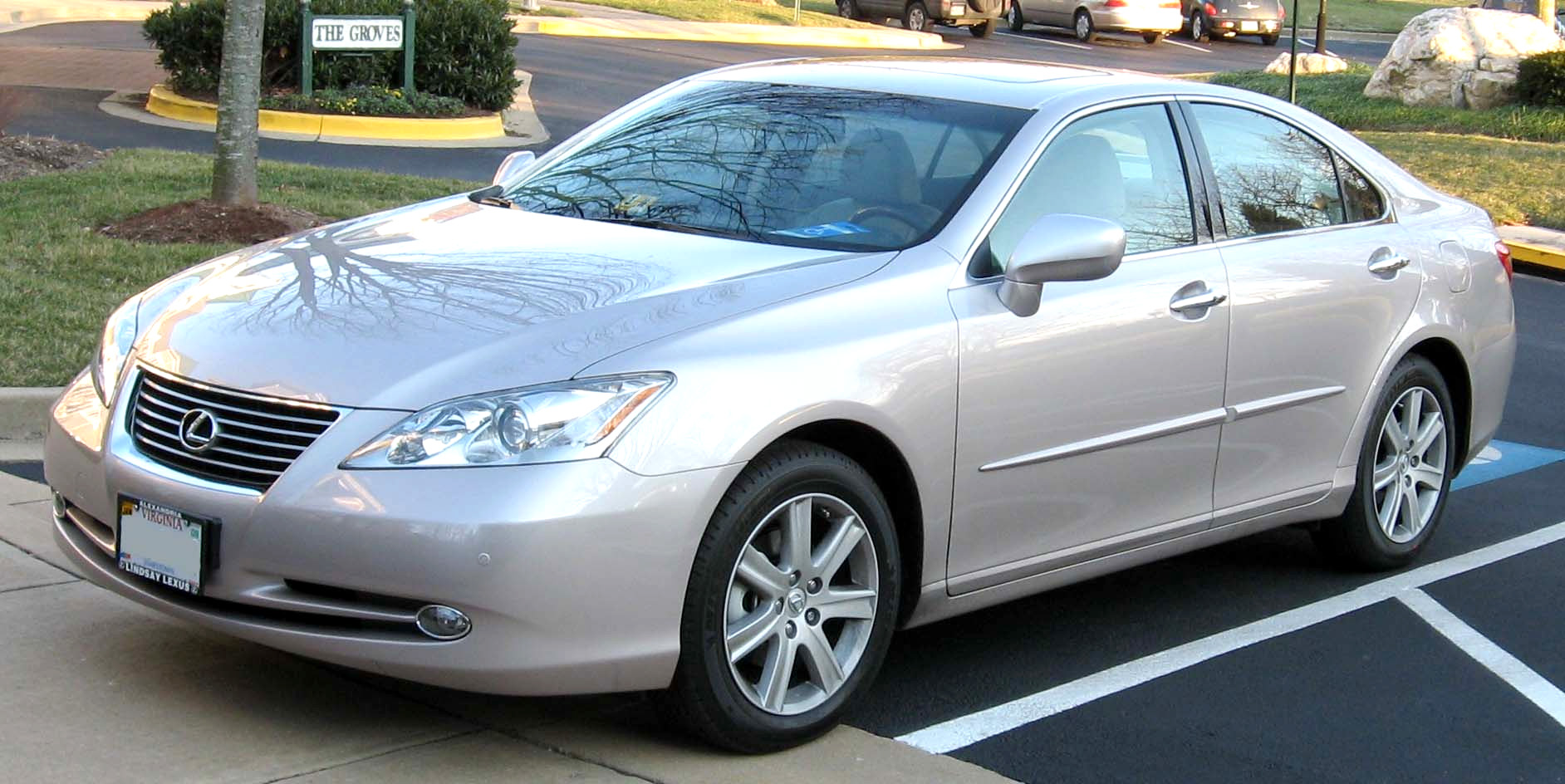
ES 5e génération.
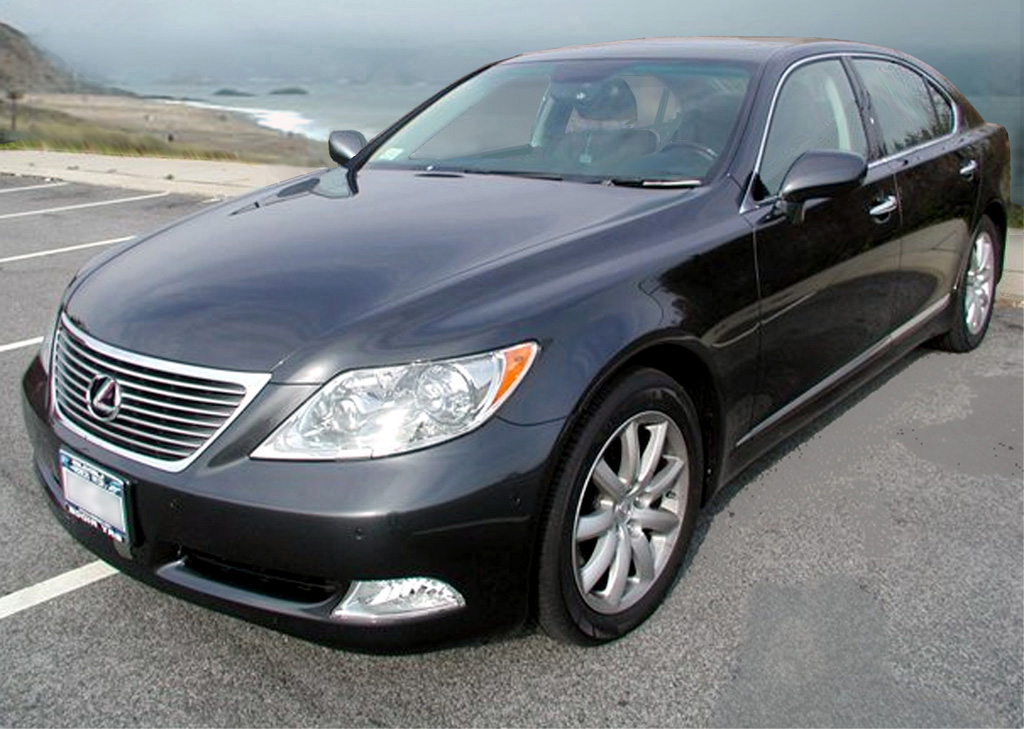
LS version longue.
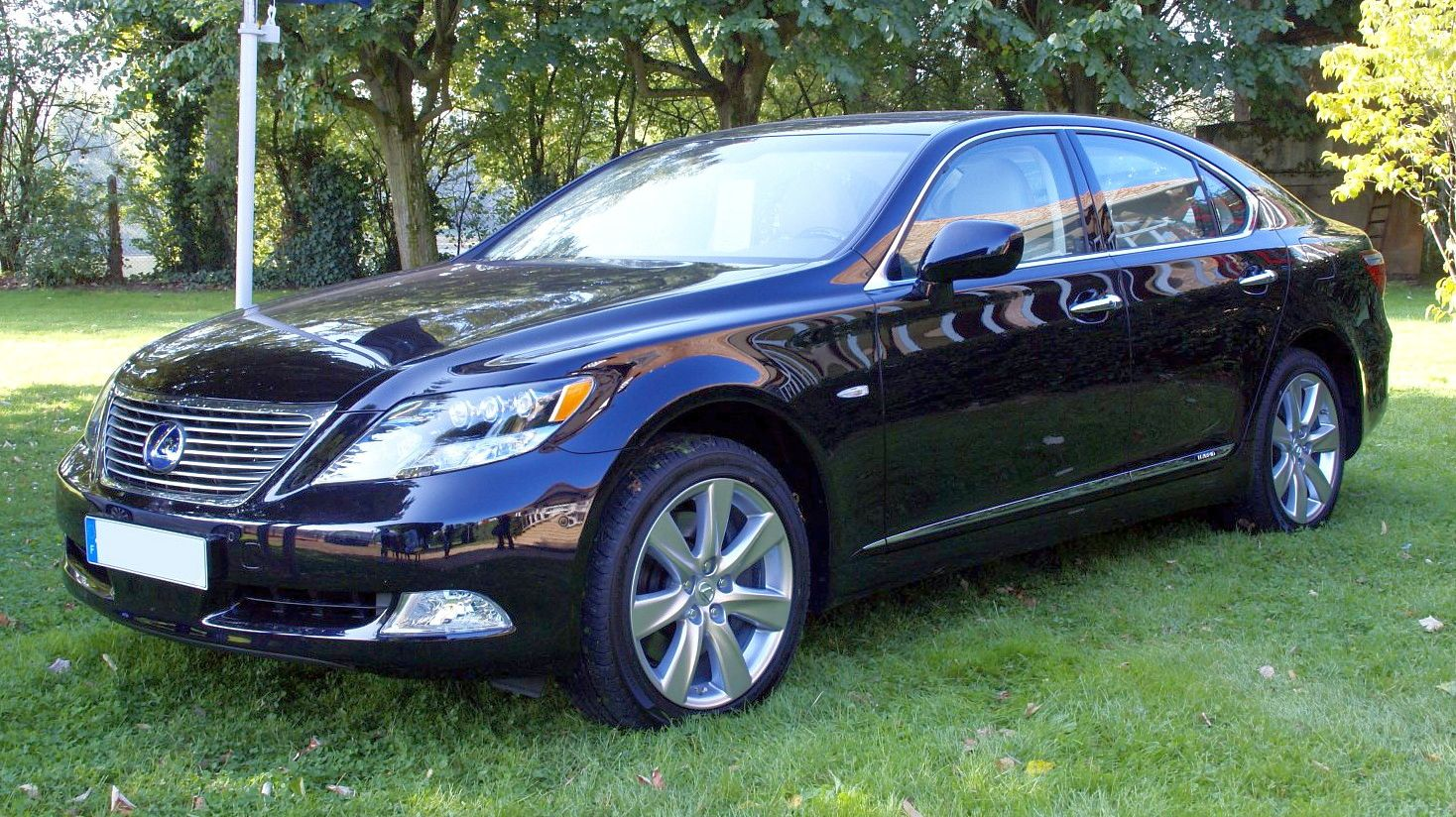
LS 600h longue.
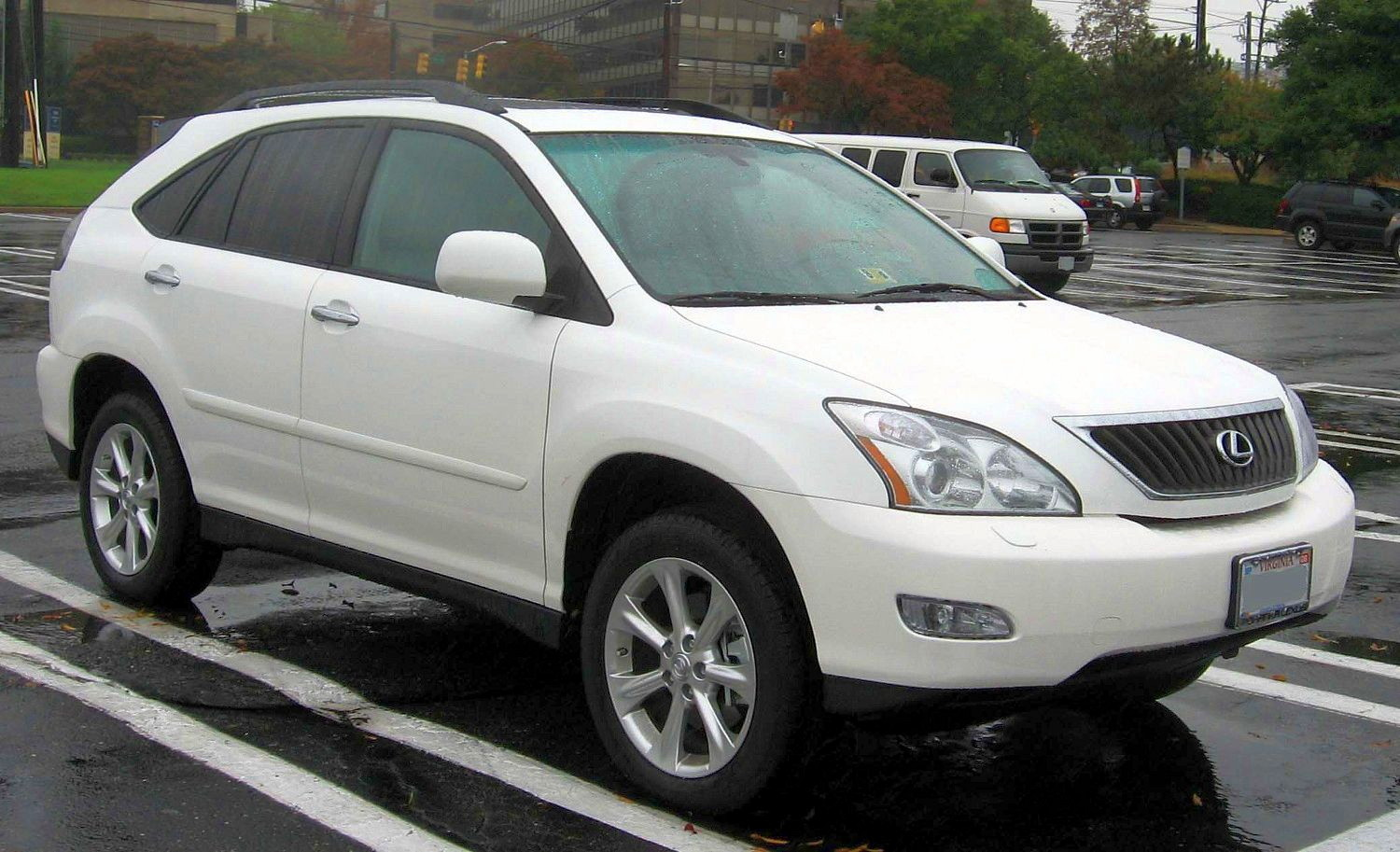
RX 2e génération.
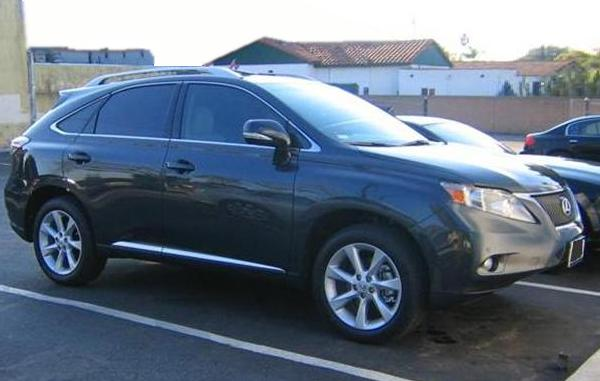
RX 3e génération.
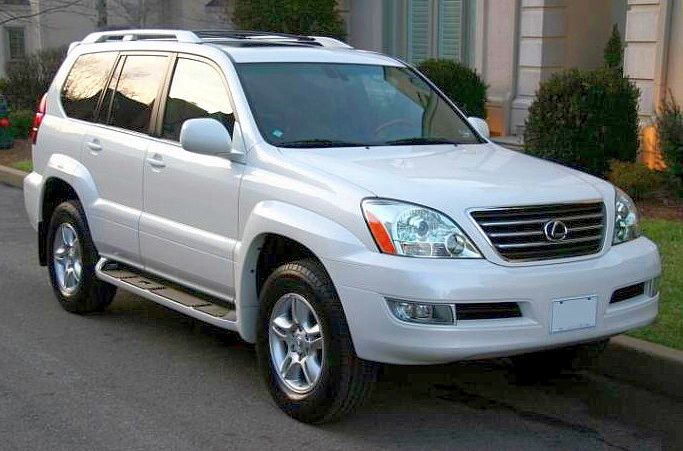
GX.
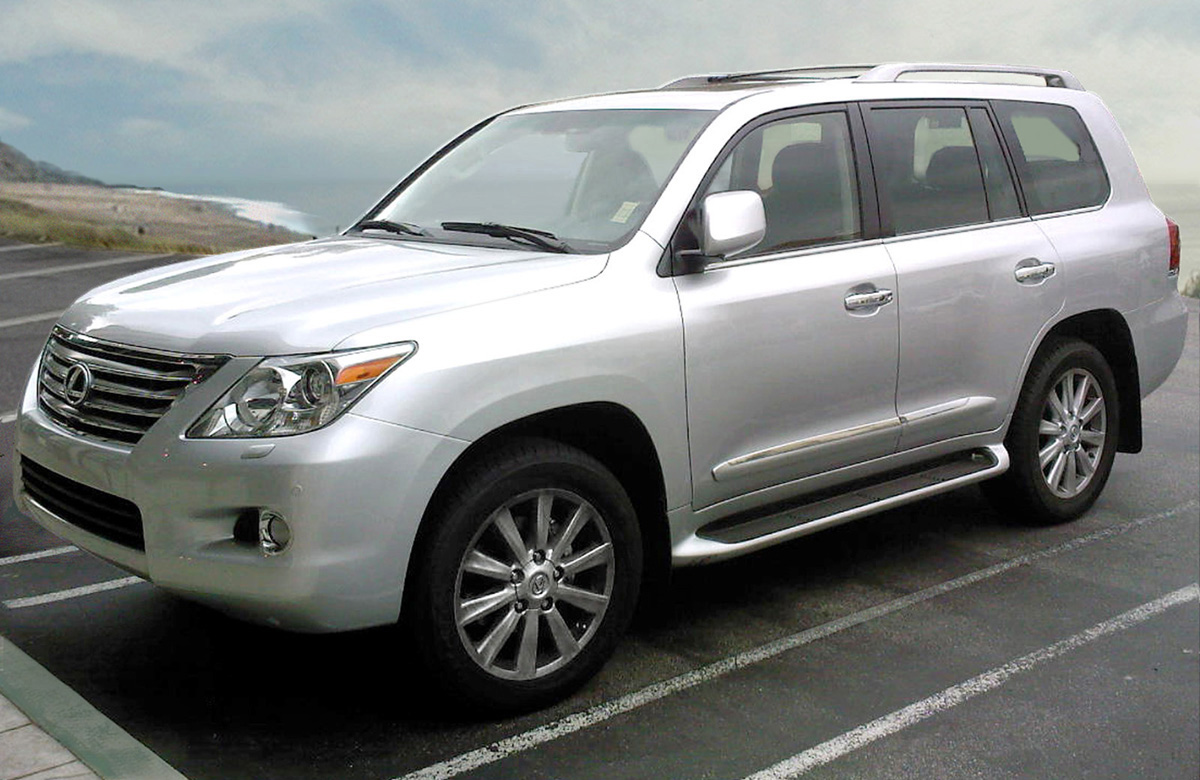
LX 3e génération.
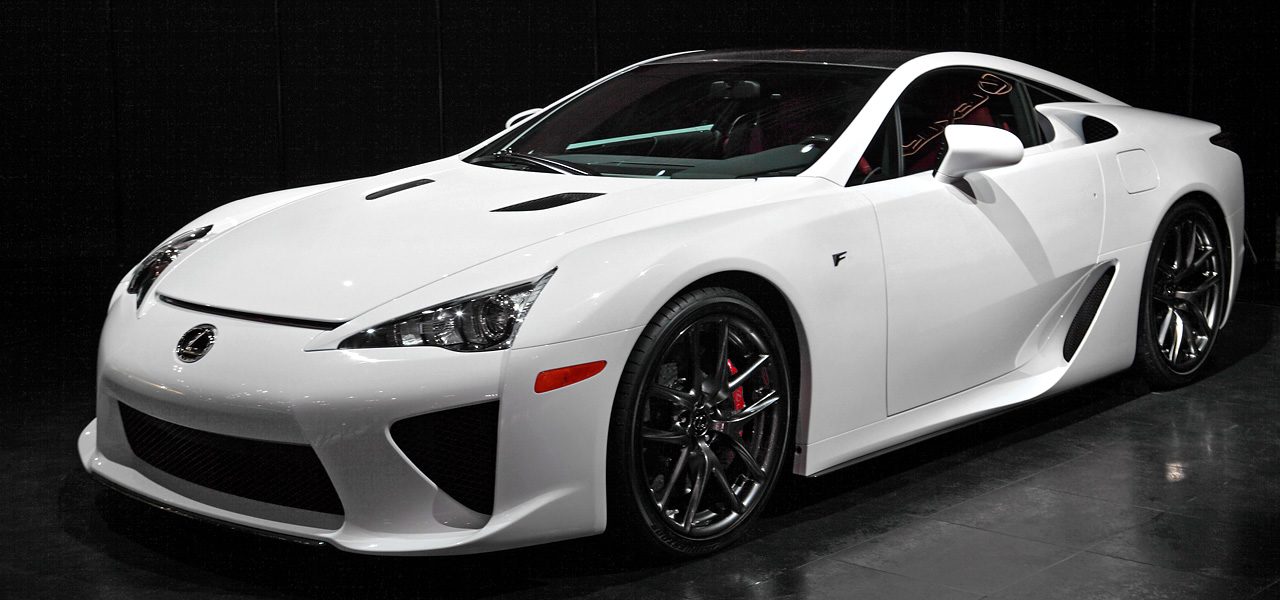
LFA.